# Williamsburg (Kentucky)
Williamsburg ist eine Stadt im Bundesstaat Kentucky in den Vereinigten Staaten und der Verwaltungssitz (County Seat) des Whitley County. Das U.S. Census Bureau hat bei der Volkszählung 2020 eine Einwohnerzahl von 5326 ermittelt.

## Geschichte
Williamsburg war bei den frühen europäisch-amerikanischen Siedlern zunächst als Spring Ford bekannt, nach einer nahe gelegenen Furt, die den Cumberland River kreuzte. Am 19. April 1818 fand im Haus von Samuel Cox die erste Sitzung des Whitley County Court statt. Dieses erste Gericht ernannte lokale Beamte sowie Constables, die mit der County-Miliz zusammenarbeiteten. Die Stadt wurde einfach als Whitley Courthouse bekannt. Im Jahr 1882 wurde die Stadt in Williamsburgh umbenannt, und die Schreibweise wurde 1890 in das heutige Williamsburg geändert.
Das anfängliche Wachstum der Stadt wurde durch drei Süßwasserquellen in der Gegend angekurbelt. Die Siedler wurden von dieser Wasserquelle angezogen. Später entwickelten sie den Kohlebergbau und die Holzindustrie, basierend auf den natürlichen Ressourcen der Gegend. Der Bau der Louisville and Nashville Railroad (L&N) zur Stadt im Jahr 1883 stimulierte neues Wachstum. Mit dem späteren Niedergang der Kohleindustrie begann das Wachstum der Stadt allerdings zu stagnieren.

## Demografie
Nach der Schätzung von 2019 leben in Williamsburg 5274 Menschen. Die Bevölkerung teilte sich 2017 auf in 92,9 % nicht-hispanische Weiße, 2,9 % Afroamerikaner, 0,1 % amerikanische Ureinwohner, 0,8 % Asiaten und 1,5 % mit zwei oder mehr Ethnizitäten. Hispanics oder Latinos aller Ethnien machten 1,7 % der Bevölkerung aus. Das mittlere Haushaltseinkommen lag bei 33.596 US-Dollar und die Armutsquote bei 22,0 %.

## Bildung
Der Campus der University of the Cumberlands (ehemals Cumberland College) befindet sich auf dem College Hill, angrenzend an das Stadtzentrum von Williamsburg. UC ist ein privates Liberal Arts College mit ca. 2200 Studenten.

## Söhne und Töchter der Stadt
- Charles Finley (1865–1941), Politiker
- Eugene Siler (1900–1987), Politiker